# Stocknagel

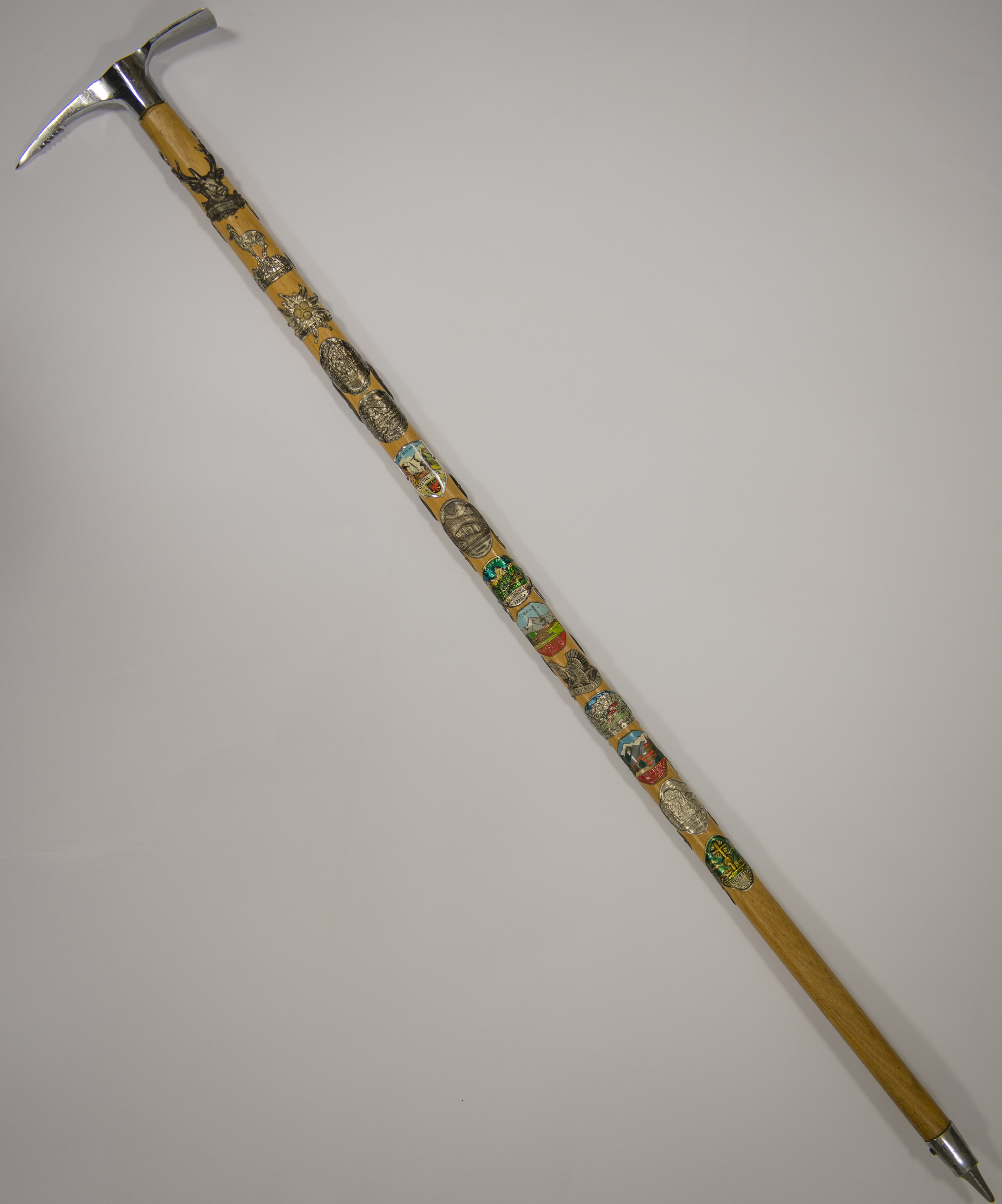
Houten ijspickel met stocknagels.

Een stocknagel of schildje is een klein plakkaat gemaakt van blik. Het heeft de vorm van een schild met daarop een afbeelding. Stocknagels zijn in de twintigste eeuw ontstaan in het Alpengebied als verzamelobject en zijn ontworpen om met spijkers op een houten (wandel)stok te bevestigen. De afbeelding op de stocknagel kan variëren van een stad, natuurgebied, museum, attractiepark of ander toeristisch punt. 
Stocknagels werden met name verkocht in Europa en Noord-Amerika. Heden is de populariteit van stocknagels flink gedaald, waardoor ze niet meer geproduceerd worden en/of moeilijk te verkrijgen zijn. Echter meldde Duitse media in 2019 dat de populariteit van de stocknagel weer gestegen is.

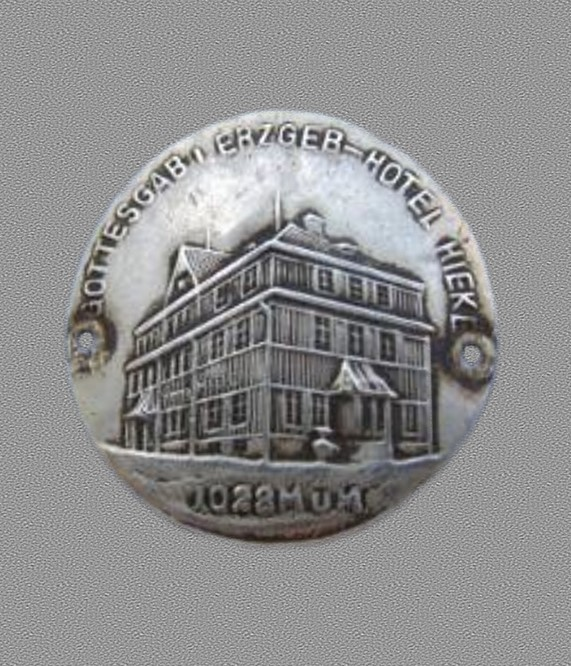
voorbeeld van een stocknagel